# 多错那玛
多错那玛是一个位于中国四川省新龙县的湖泊，面积约为3.5平方千米。